# 方衣
方衣（ホンイ）は台湾の山地民族（通称高砂族）の間で広く着用される袖なしの簡単な上着。
形状は中国風の盤領や垂領とはことなり、その名の通り野生の苧麻布二幅を背と脇でのみ縫い合わせた前の開いたもので、日本の千早（現代神事のものでなく「手無し」とも呼ばれた袖なしのシンプルなもの）に類似している。
このままでは腕が露出するため、袖は袖套と呼ばれる独立した腕覆いで覆う。
中でもツォウ族の両袖を紐でつなげ手甲のように手の甲を覆う鹿皮製のもの、タイヤル族の「クージョ」と呼ばれる、綿の一枚布の両端を45cmほど筒状に縫って型と袖口に刺繍を施したものは有名。
「クージョ」は日本でもアジア諸地域の輸入雑貨や衣料品を扱う専門店などで輸出向けに作られたものが入手可能。

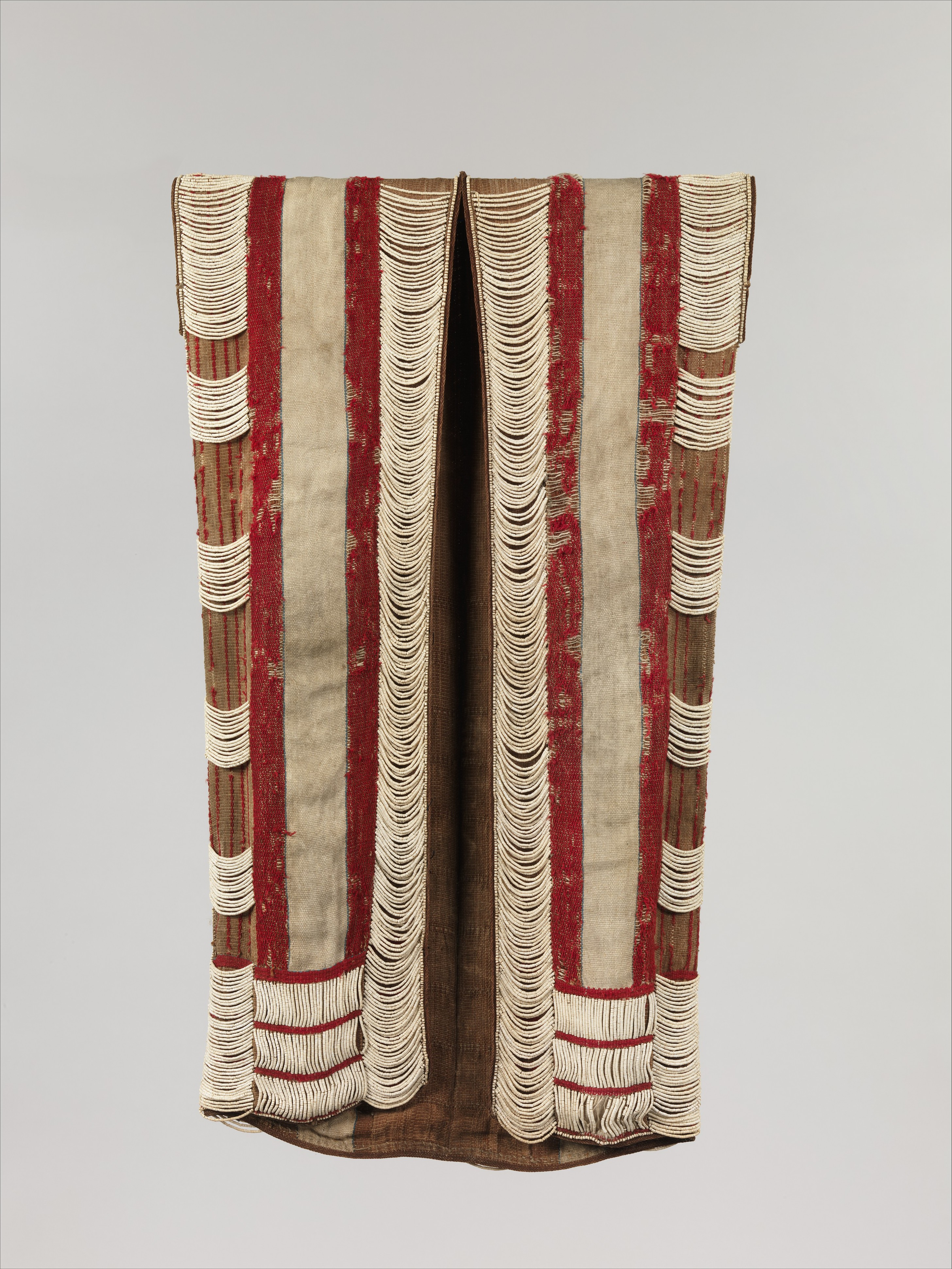
タイヤル族の方衣
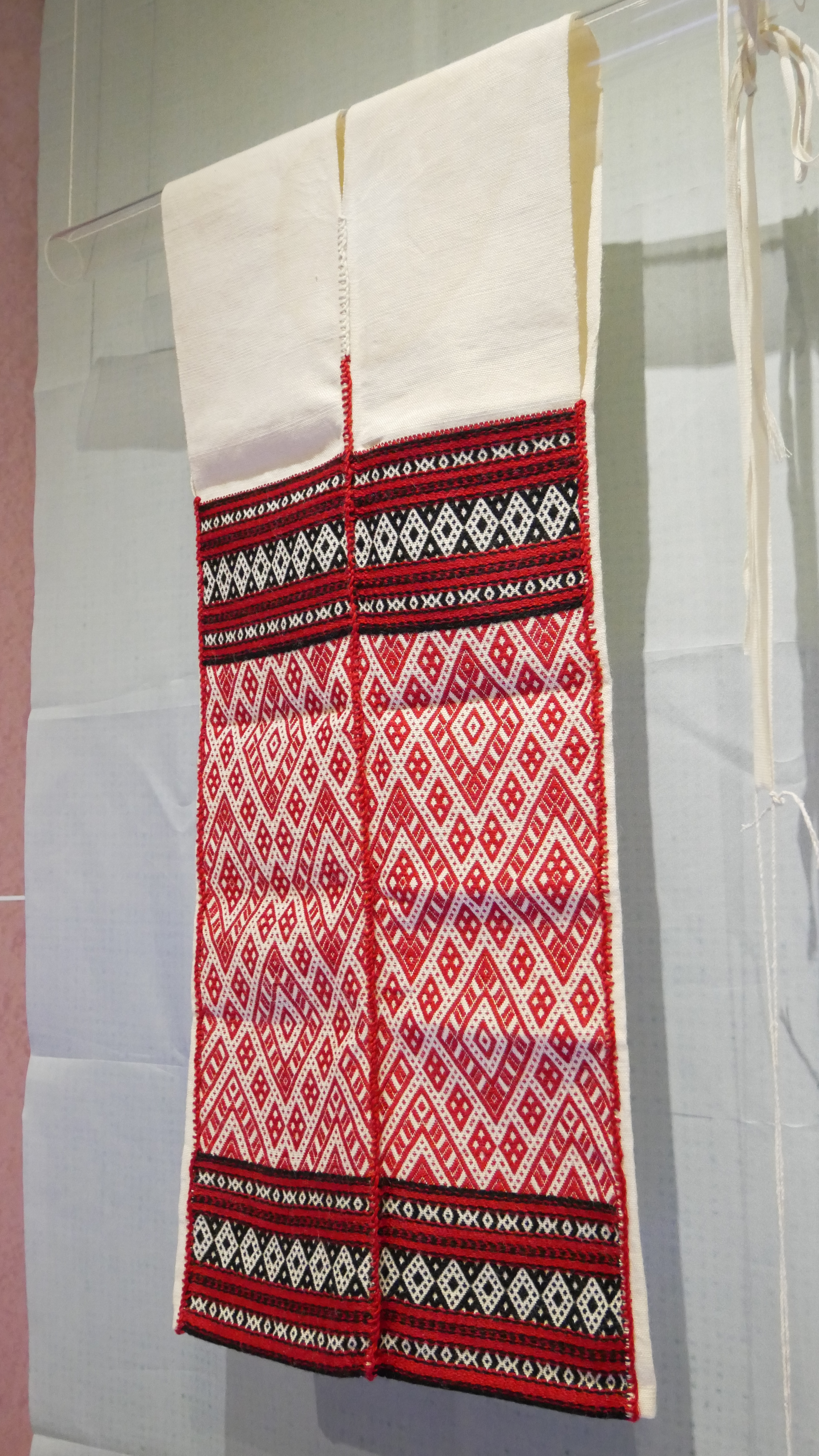
サイシャット族の方衣
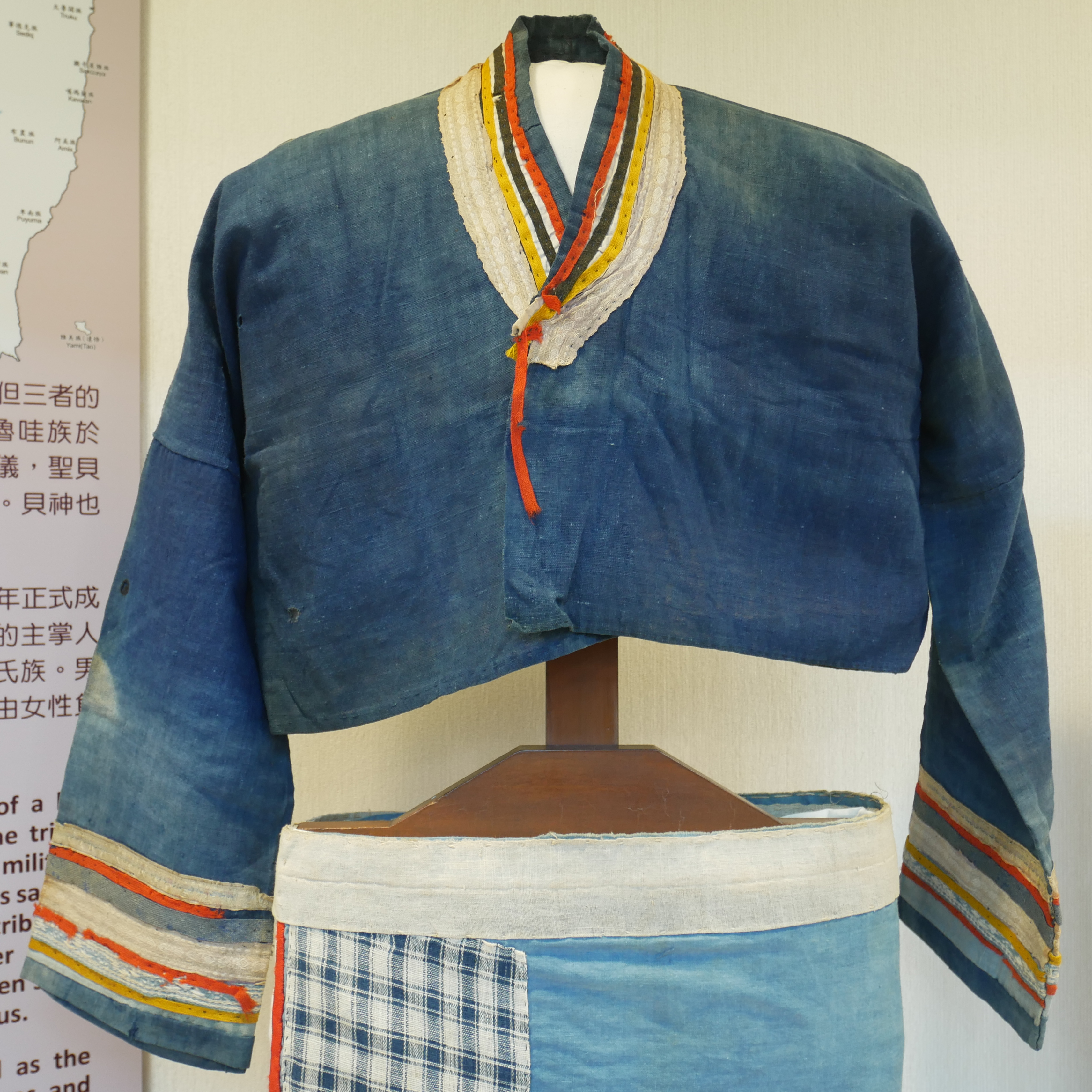
ツォウ族の方衣
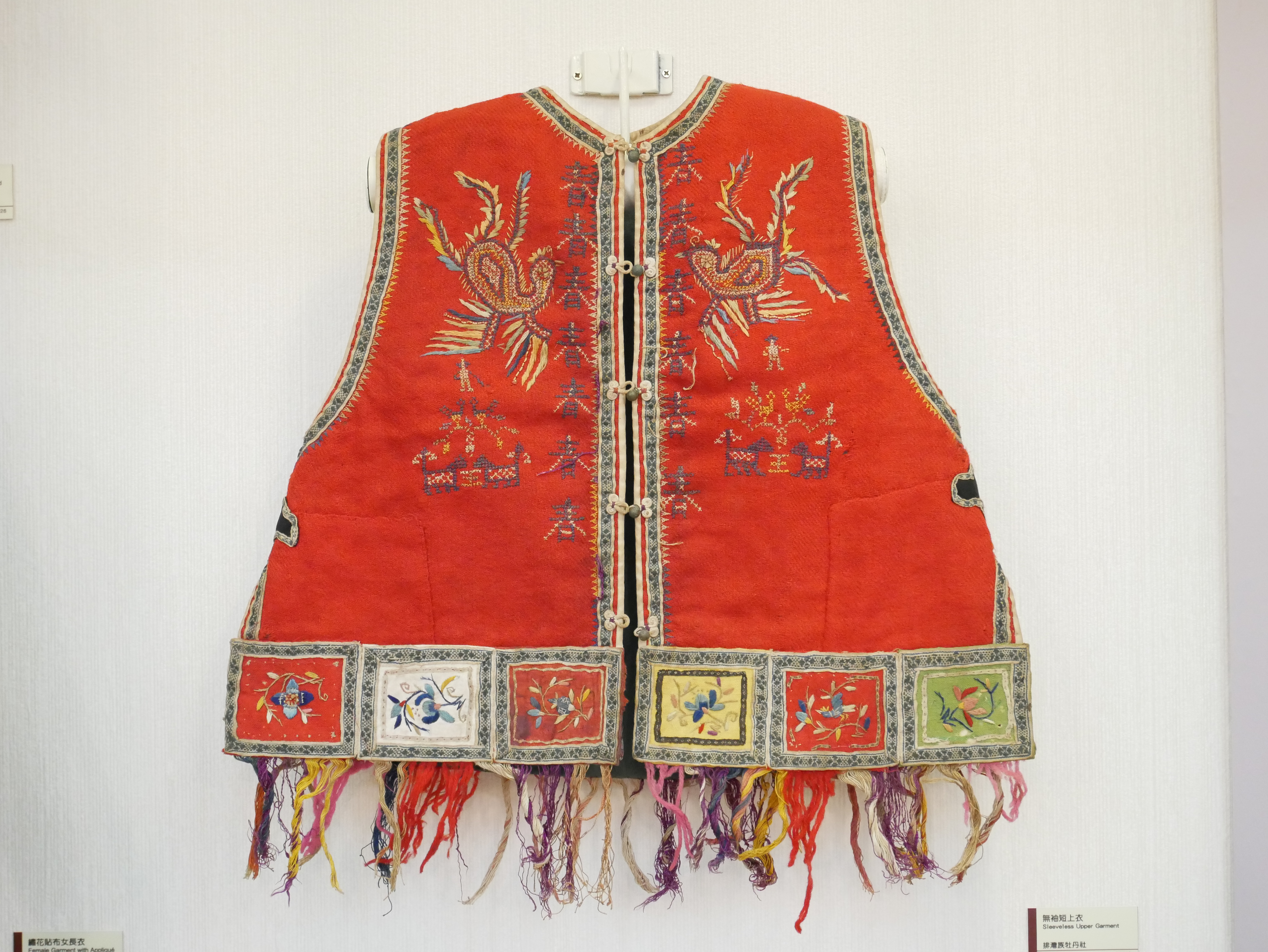
パイワン族の方衣
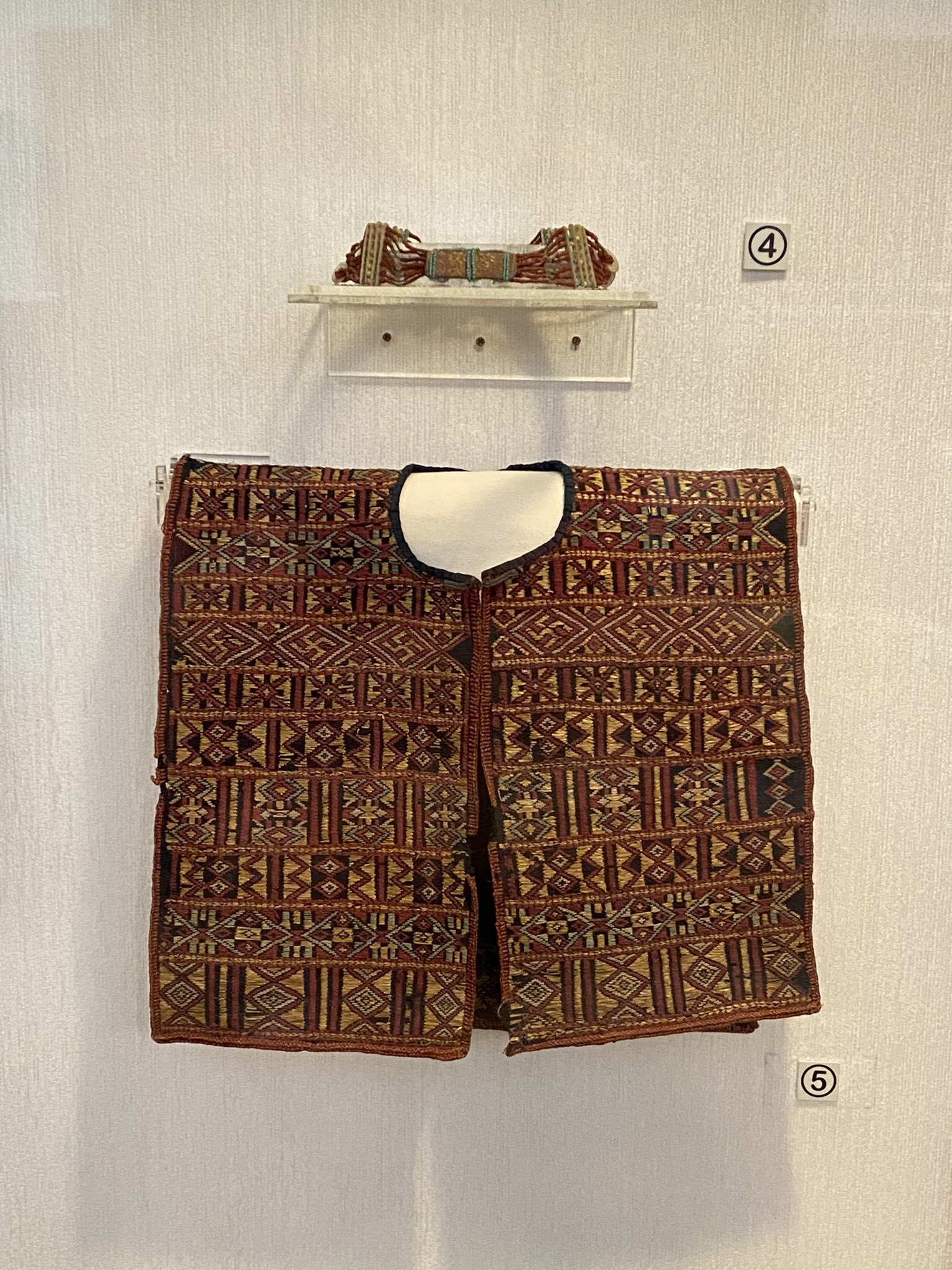
バブザ族の方衣
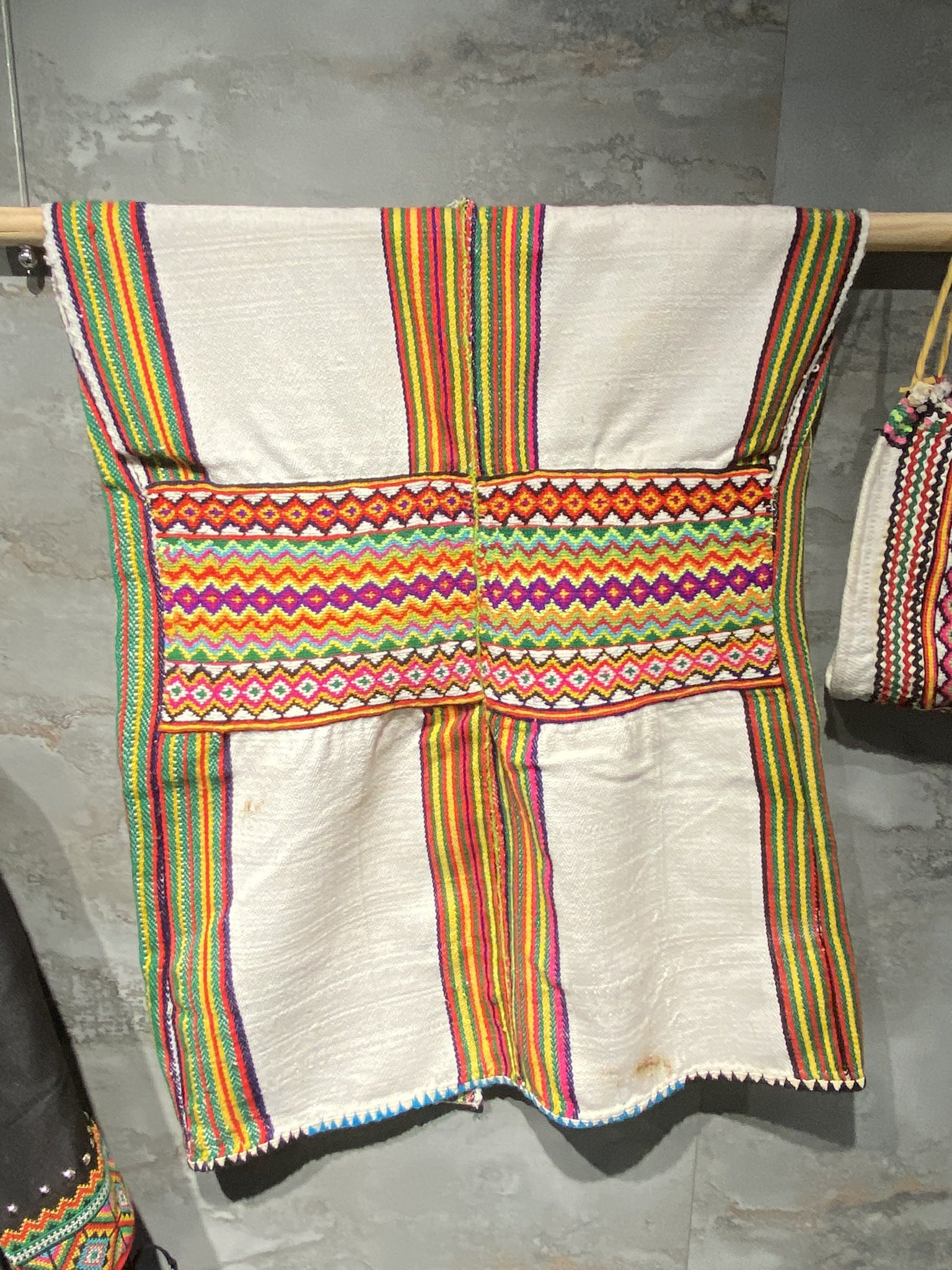
ブヌン族の方衣
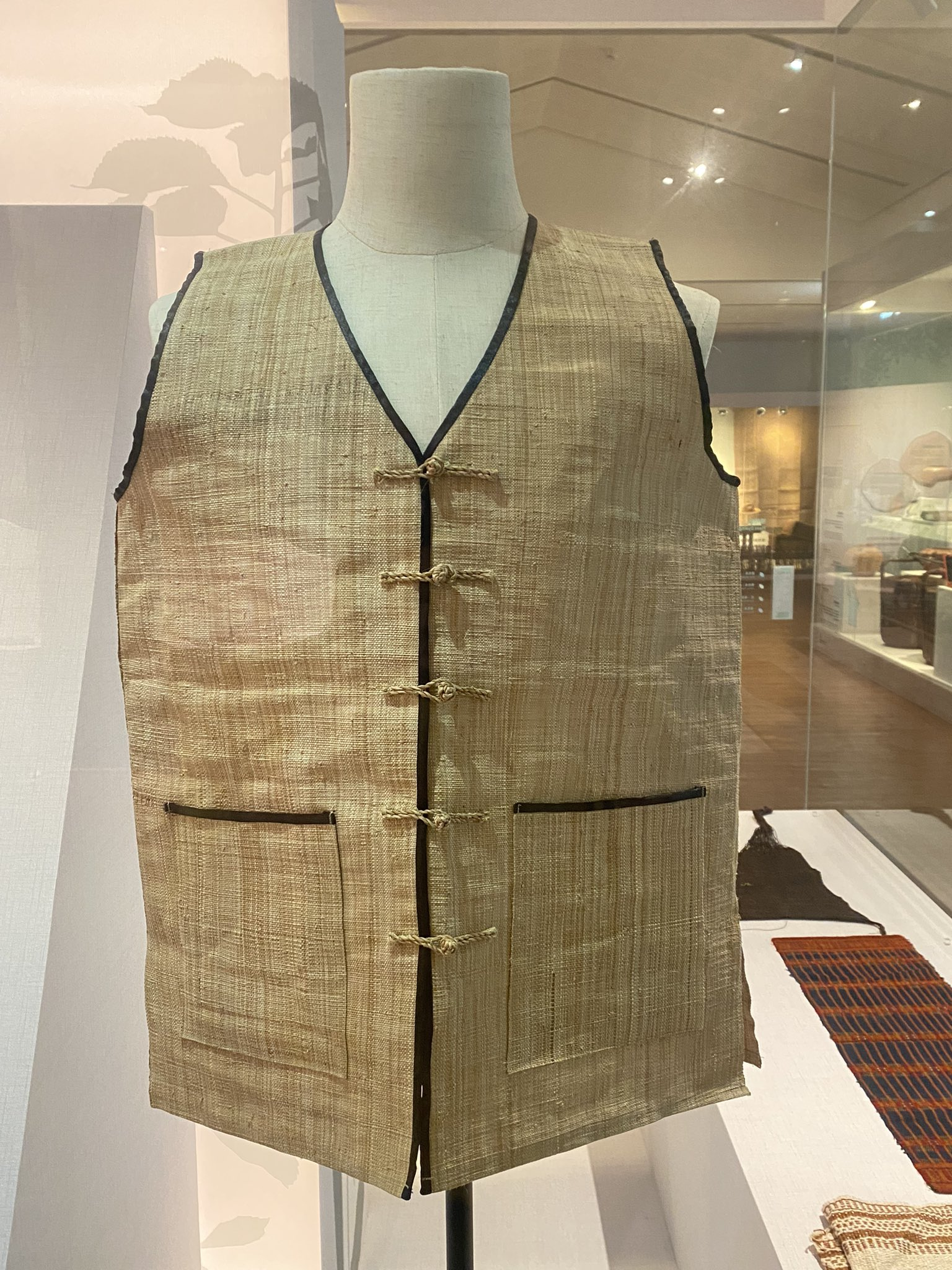
クバラン族の方衣